# Габарево
Габарево е село в Южна България. То се намира в община Павел баня, област Стара Загора.

## История
Научно установено е, че територията на днешното село Габарево е била населявана още от времето на неолита и енеолита. От археологически находки (шила, идоли, сечива и други предмети), изкопани от голямата могила в центъра на селото, наши археолози установиха, че тук някога са живели хора от първобитнообщинния строй. От намерената в околностите на селото военна диплома, издадена през времето на император Антонин Пиус – 157 г., става ясно, че когато римляните покорили траките, селището е било включено в границите на провинция „Сирия“. Самата диплома-каменна плоча с надпис, била поставена в гърне, пълно с пепел и парчета изгорели кости. Учените заключават, че това е пепелната урна на някой римски конник. Древното минало на селото се доказва и от множеството пръснати из околностите му могили и стари пътища.

### Заселване
Според едно предание от незапомнени времена селото се намирало в полите на Стара планина, в местността „Габрака“, източно от р. Габровница, срещу днешното село Скобелево. Името си селото получава от думата „габър“, от габровата гора, до която било устроено, а когато по-късно станало преместването му на сегашното място, то било наречено от турците „Ак-баш“ или „Ак-башлъ“, в превод „Бяла глава“, защото според легендата първият предложил селището да бъде преместено бил белоглав старец.

### Под османско владичество
Завладяно от турците при падането на България под османско владичество, с. Габарево станало военно-феодално владение (Тимар) и като такова било списано в официалните турски документи. От списък на данъкоплатците се вижда, че през 15 век (1472 г.) селото е имало 49 къщи, стопаните на които били обложени с 1617 акчета данък.
От другия най-стар източник на информация за селото се вижда, че през 16 век 246 души са били обложени с кръвен данък.

## Култура
Българската следа в историята за Принцеса Анастасия
Селото е известно с бизо 100-те си извора, които бликат из землището му. Има версия, че в него е починала една от последните руски княгини – Великата княгиня Анастасия Николаевна – наследница на трона, която заедно със своя иконом пристига в селото след Октомврийската революция от 1917 г. Има множество доказателства, сочещи към истинността на тази версия. В селото още си спомнят за Нора – така се е наричала жената, за която се твърди, че е княгиня Анастасия.
Празници
Изключително атрактивни са кукерските игри, които ежегодно се провеждат в селото на Сирни заговезни. Селото се е превърнало в притегателен център за родолюбци от цялата страна, които представят края си с традиционните си кукерски костюми. Множество са наградите, които селото печели от подобни кукерски игри, провеждани в различни части на страната.
На 16 и 17 юни 2007 г. жителите на с. Габарево проведоха своя първи „Празник на черешата“. Идеята беше празникът да предаде ново лице на позабравения вече „Празник на родното село“. В края на 60-те години на XX век, с помощта на Овощарския институт в Пловдив, около Габарево се създава черешов масив от около 1000 дка. Цял букет от сортове – „Бигаро моро“, „Черна старозагорска“, „Волско сърце“, „Ламберт“, „Черна ранна“ и още други дават възможност беритбата да продължи около месец и половина.
Църковен храм Св. Вмч. Георги Победоносец
В центъра на селото като страж за габаревци се издига величествената сграда на църковния храм, който в сегашния си вид, според летописната книга на църквата, е четвърти поред строеж, завършен и осветен през 1895 г. В летописа е отбелязано, че на мястото на сегашния олтар е имало малка църква, вкопана в земята. По-късно, с усилията на тогавашните габаревци, е бил построен по-голям храм. Може да се приеме, че тази втора постройка на църквата датира от 1834 г., за което съществува и сега неоспоримо доказателство – метален печат с образа на „Св. Георги Победоносец“, заобиколен със следния текст: „СИЙ ПЕЧАТ ЧЕРКОВЕН ЕСТЬ-с.ГАБАРЕВО 1834 г.“. Има сведения, че тогава в храма са служели седем свещеника. В този вид църквата просъществува до 1877 г., когато е била опожарена от турските войски. Третата постройка на храма е съградена със средствата и труда на жителите на село Габарево и е просъществувала до 1885 г. Четвъртото възстановяване и разширяване на църквата, вътрешното ѝ доизграждане, изографисването, построяването на камбанарията и монтирането на камбаните, така както е в сегашния си вид, е завършено през 1895 г. Освещаването на храма е станало през същата година от Старозагорския митрополит Методий Кусевич.
Училище Н. Й. Вапцаров
В Габарево има училище от XVIII век. В 1780 г. при селската църква, наред с килийното училище, отваря врати и училището на Даскал Куцар. През 1844 г. е построено първото светско училище в селото. През 1869 г. е открито и девическо училище. Габаревци са известни с ученолюбието си. В стаите на селското училище за първи път познаха буквите много известни личности: акад. Христо Христов, историк; проф. д-р Тодор Михалчев, философ; проф. Ганчо Ганчев, хидролог и много други.
Читалище „Обнова“
Основано през 1869 г., читалището развива богата театрална, хорова и танцова дейност. Притежава богата библиотека. Към читалището през 1964 г. от учителят Филип Бояджиев е създадена кукерска група, която със своите костюми, хлопки, танци и черешово топче разнася славата на Габарево в страната и чужбина. Читалището успешно се справя със задачата да държи буден духът на хората през годините. Днес в забързаното си ежедневие, жителите на с. Габарево все пак намират време за култура, най-вече благодарение на ежеседмичните литературни четения, организирани в Джанановата къща.
Джанановата къща
Джанановата къща е рождената къща на художничката Петрана Клисурова, която произхожда от известен революционен възрожденски род и е закърмена с неговия дух. Дядо ѝ (по майка) Васил Тодоров Джананов /1838- 1918/ е бил деен участник в националноосвободителното движение. Самият той е председател на Тайния революционен комитет в селото, основан през 1869 от Апостола Васил Левски в неговия дом.
Джанановата къща в Габарево е обявена за исторически и архитектурен паметник на културата и сега е къща музей.
От 1992 г. Общобългарският комитет „Васил Левски“ и община Павел баня организират всяка година на 18 юли в тази къща честване рождения ден на Апостола.
Радучевата къща
В тази възрожденска къща музей е живял Стефан Радучев – друг съратник на Левски, който му давал подслон. През 1994 г. е създаден Комплекс „Валера“, като се запазва архитектурната му стойност. Първият етаж се реконструира като ресторант в битов стил. На втория етаж се намира музей на каракачанския бит и култура. Комплексът разполага с хотелска част, лятна градина, аранжирана също в битов стил, изворно течащи чешми, водоскок който върти воденично колело.
Джамията
В Габарево етническите и верски групи – българи, турци, цигани, каракачани, празнуват свободно своите празници, почитат традициите си и се молят на своя Бог. Те се уважават взаимно и покрепят съзидателно в търсене на верния път за преуспяване на селото и благоденствието на семействата си.

## Природа
- Соколна (хижа)

## Личности
- Филип Велев (1818 – 1883), възрожденски учител и преводач
- Христо Василев (1892 – неизв.), български политик и министър
- Христо Несторов (1903 – 1945), анархист и антикомунист
- Стефан Фурнаджиев (1935 – 2006), поет
- Васил Стефанов (1884 - 1950), български издател в САЩ